# يان شو (مغن بريطاني)
يان شو (بالإنجليزية: Ian Shaw) هو منتج أسطوانات وعازف بيانو ومغني وكاتب أغاني بريطاني، ولد في 2 يونيو 1962 في سانت أساف ‏ في المملكة المتحدة.

## وصلات خارجية
- الموقع الرسمي
- يان شو على موقع ميوزك برينز (الإنجليزية)
- يان شو على موقع أول ميوزيك (الإنجليزية)
- يان شو على موقع ديسكوغز (الإنجليزية)